# Weronika Tofilska
Weronika Tofilska (Katowice, 1985) è una regista e sceneggiatrice polacca.

## Biografia
Weronika Tofilska è nata nel 1985 a Katowice. Ha frequentato la Karol Szymanowski Academy of Music di Katowice e la Emilia Plater High School di Sosnowiec. Da adolescente, ha fatto volontariato al New Horizons Film Festival. Successivamente, ha studiato alla Krzysztof Kieślowski Film School, prima di conseguire la laure alla National Film and Television School di Beaconsfield nel 2014. Nel 2019 ha lavorato come regista di seconda unità ad un episodio della serie Gangs of London. In seguito, ha diretto episodi di Gli Irregolari di Baker Street, Hanna e His Dark Materials - Queste oscure materie. Nel 2024 co-scritto il film Love Lies Bleeding di Rose Glass, conosciuta mentre frequentava la National Film and Television School. Nello stesso anno, ha diretto quattro episodi della miniserie Baby Reindeer, grazie alla quale è stata candidata al Premio Emmy per la miglior regia in una miniserie o film. 

## Filmografia

### Regista

#### Cinema
- Shortcuts to Hell: Volume 1, registi vari (2013)

#### Televisione
- Gli Irregolari di Baker Street (The Irregulars) - serie TV, 2 episodi (2021)
- Hanna - serie TV, 2 episodi (2021)
- His Dark Materials - Queste oscure materie (His Dark Materials) - serie TV, episodio 3x05 (2022)
- Baby Reindeer - miniserie TV, 4 episodi (2024)

#### Cortometraggi
- Kolejny dzien (2008)
- Ostatni pociag (2010)
- Suicide Is Easy (2014)
- The Patient (2014)
- The Doorkeeper (2015)
- Love Life (2016)

### Sceneggiatrice

#### Cinema
- Love Lies Bleeding, regia di Rose Glass (2024)

#### Cortometraggi
- Kolejny dzien, regia di Weronika Tofilska (2008)
- Ostatni pociag, regia di Weronika Tofilska (2010)
- Suicide Is Easy, regia di Weronika Tofilska (2014)
- The Patient, regia di Weronika Tofilska (2014)
- The Doorkeeper, regia di Weronika Tofilska (2015)
- Love Life, regia di Weronika Tofilska (2016)

### Produttrice
- The Patient, regia di Weronika Tofilska - cortometraggio (2014)

## Riconoscimenti
- Premio Emmy
  - 2024 - Candidatura alla miglior regia in una miniserie o film per Baby Reindeer
- Premio BAFTA
  - 2025 - Candidatura al miglior film britannico per Love Lies Bleeding